# ラリーレイド

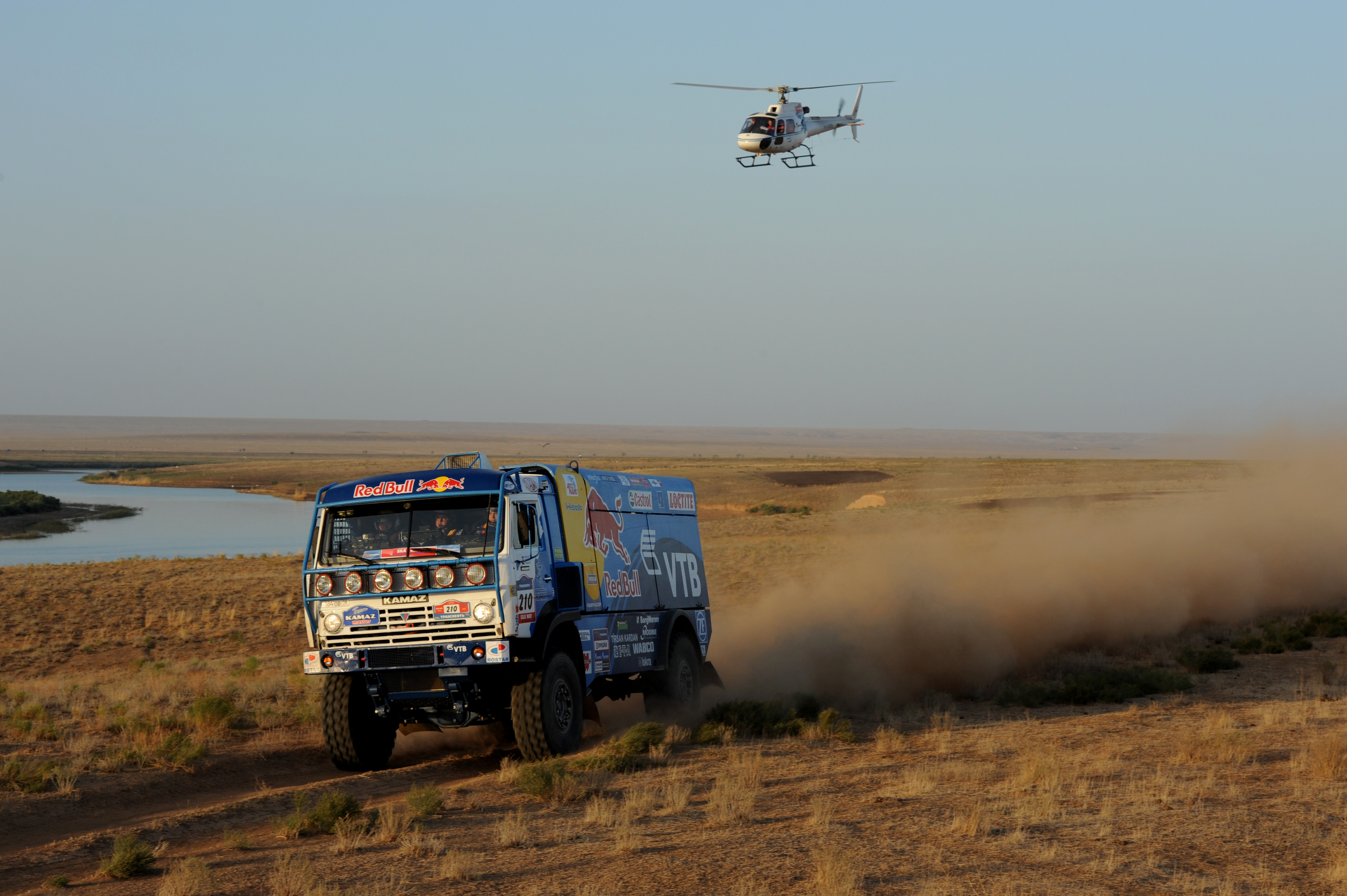
2011年シルクウェイ・ラリー

ラリーレイド (英: Rally Raid) は、砂漠やジャングル、山岳地帯などの自然環境の中を走破する、冒険レース・耐久レース的側面が強いモータースポーツである。クロスカントリーラリー (英: Cross Country Rally) とも呼ばれる。

## 概要

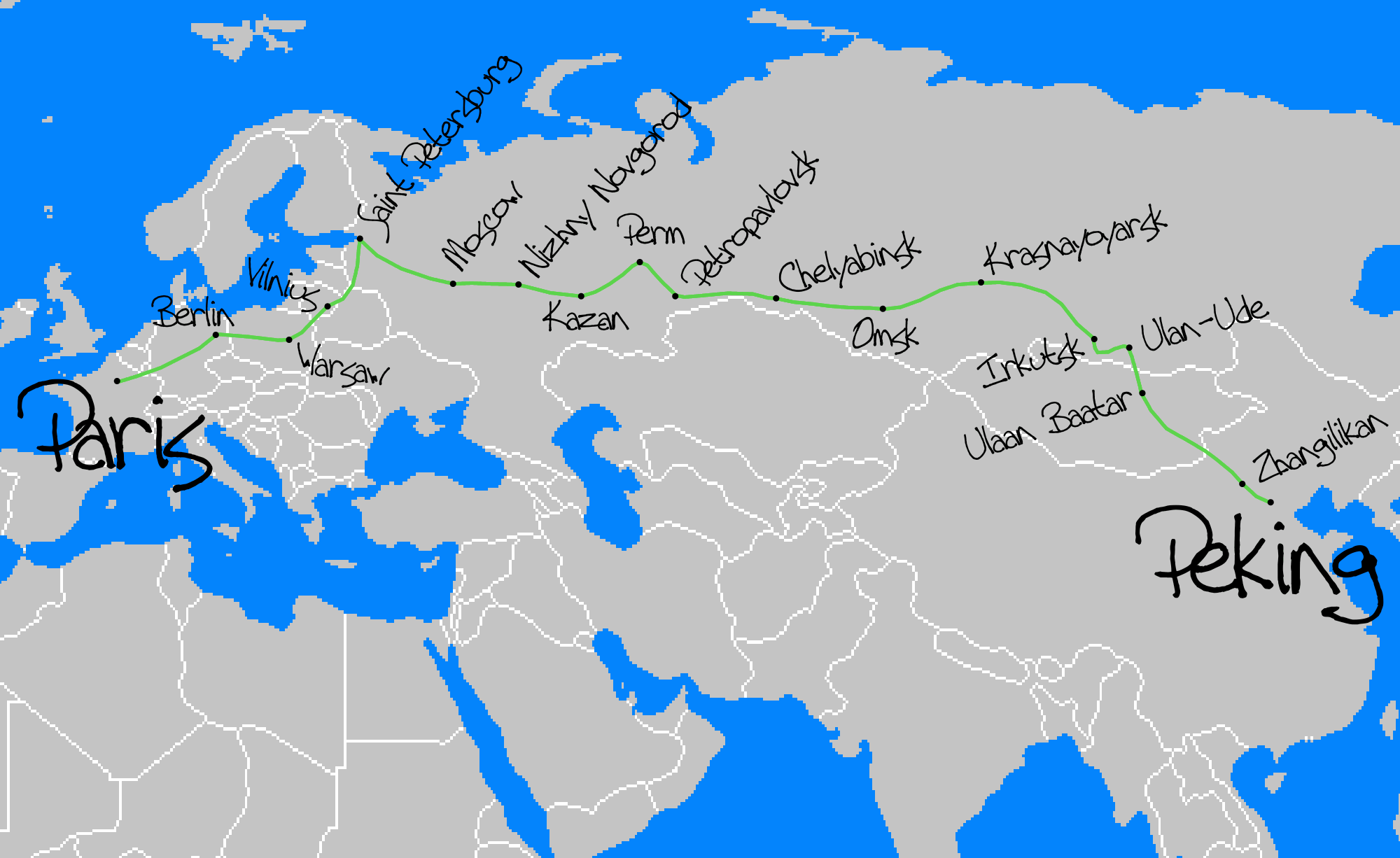
- 1907 北京-パリレースの走行ルート

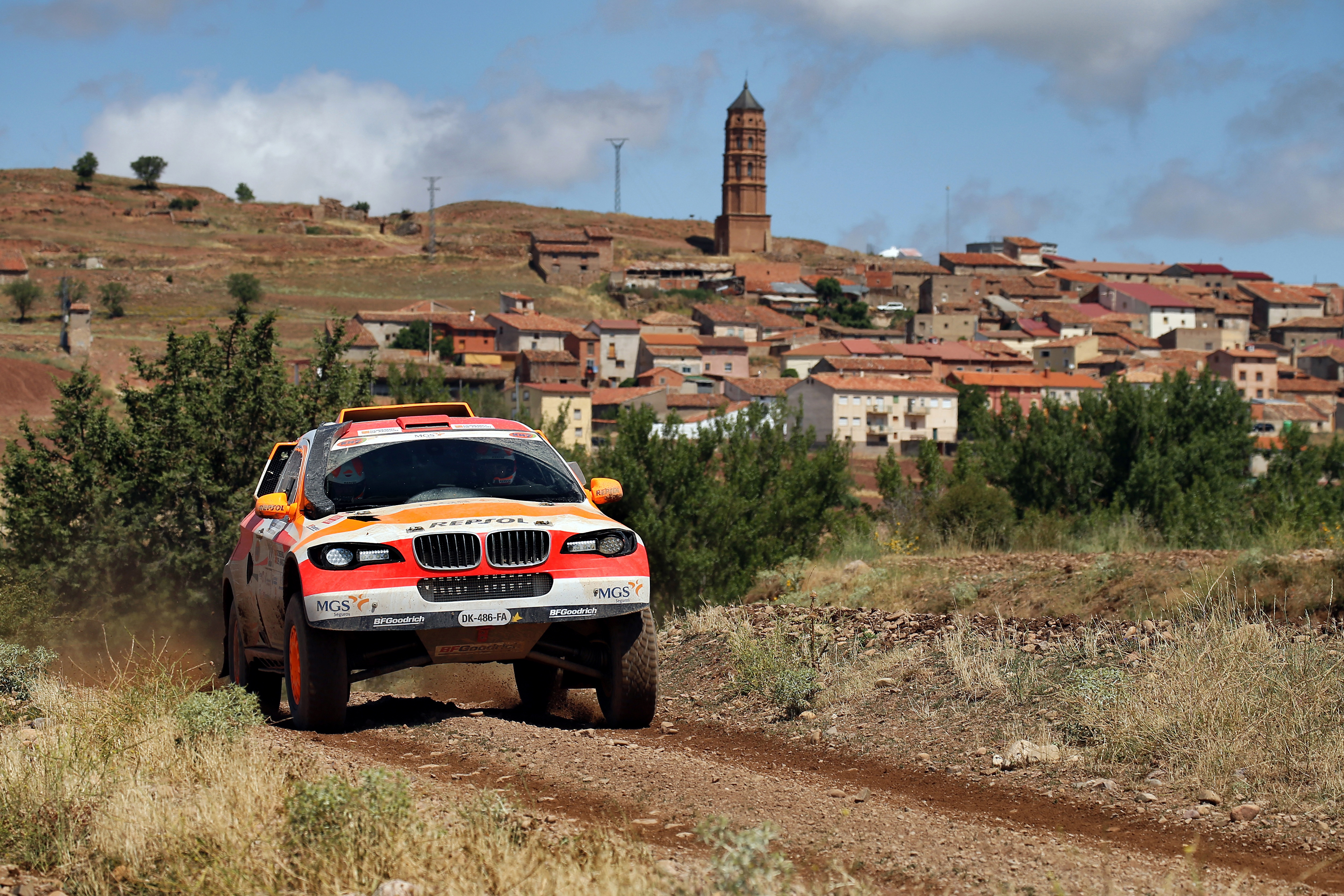
バハ・アラゴン（2018年）

冒険を自動車競技にしたようなカテゴリ。車両は二輪、四輪、トラック、バギーと様々な車種が同時に走行する。広大な土地を用いるため、イベントによっては参加者数の制限がほぼ無く、1,000人以上を集める場合もある。
レイド（Raid）はフランス語で「襲撃」の他に、古くは「耐久テスト」「耐久力を試すイベント」のような意味でも使われた。
ラリーとは多くの部分で共通点が有り、ラリーレイドのイベント名も単に「ラリー」とつく場合があるため混同しやすい。過去のサファリ・ラリーはじめとするアフリカや中東のラリーイベントではシュノーケリングやカンガルーバーなど、ラリーレイドと同じような装備が用いられており、両者の境界線は曖昧だった。ただしいくつかの相違点（後述）から専門的には区別される。
過去も現在もラリーレイドも人車一体となって困難を乗り越える冒険精神は不変であるが、現在は自動車メーカー系チーム（ワークス・チーム）の大量参入や技術力の向上により、競技の先鋭化（スプリント化）が進んでいる。
タイムを競わないレイドはフランス語では「レイド・モトリゼ（fr:Raid motorisé）」と呼ばれ、区別される。
競技の性質上、大陸の広大な土地を用いて行われれる。そのため島国で、都市部以外は田園もしくは山林に覆われている日本で行うのは簡単ではないが、細い山道でも開催できる二輪限定のラリーは各地に存在する。いずれも基本的にはレクリエーションやツーリングとして楽しむことを主眼に置いており、ナビゲーション能力は主にリエゾンで試しつつ、タイムアタックはほぼ一本道の山道やクローズドコースを用いるといったイベント構成になっている。本格的なラリーレイドとしては、アジアクロスカントリーラリー、ラリー・モンゴリアのように、日本の組織が海外で運営している国際イベントが複数存在する。

## 歴史
ラリーレイドのルーツは古く、20世紀初頭にモータースポーツの中心地だったパリを起点とする都市間レース（パリレース）を拡大する形で、超長距離を走破するマラソンレースが企画された。1907年にはユーラシア大陸を横断する北京-パリレースが開催され、優勝車は62日間に16,000 kmを走破した。1908年にはニューヨーク-パリレースが開催され、太平洋の船旅（日本経由）を含む22,000マイル (3,5400 km) を169日かけてゴールした。これらの壮大かつ過酷なイベントは、普及し始めたばかりの自動車の耐久性を世に知らしめる働きもした。一方でそのあまりのスケールの大きさゆえか、いずれも散発的な開催にとどまり、レース界の本流とはならなかった。
第二次世界大戦後、広大な土地を持つ北米では1967年誕生のバハ1000に代表されるような、長距離に及ぶ冒険的なオフロード耐久レースが人気を集めるようになった。これらはリエゾンを持たず、2日前後の短期間で全行程を終えるものであったが、これは後に欧州にも波及した。欧州各地でバハ・ポーランドやバハ・アラゴンのようなイベントが開催され、2005年にはFIA（国際自動車連盟）のラリーレイドの1区分として「クロスカントリー・バハ」の名称で正式に定義されるようになった。
バハ1000誕生直後の1968年に、ロンドン・シドニーマラソンが開催された。これが1970年ロンドン・トゥ・メキシコ・ワールドカップ・ラリー、1974年ロンドン＝ミュンヘン・ワールドカップ・ラリーと波及。そしてパリレース、そして1977年のコート=コート・ラリーと伝統を受け継ぎ、パリ-ダカールラリー（現ダカール・ラリー）が1979年に誕生。これに触発されたかのように、1981年にチュニジア・ラリー（2011年まで開催）、1982年にファラオ・ラリーやラリー・デュ・マロック、1983年にバハ・アラゴン、1991年にUAEデザートチャレンジ（現アブダビ・デザートチャレンジ）などのラリーレイドイベントが欧州やアフリカ、中東地域で次々と誕生。継続的な開催が行われるようになり、1993年から四輪では国際自動車連盟 (FIA) 主催のクロスカントリーラリー・ワールドカップ、1998年に二輪の国際モーターサイクリズム連盟 (FIM) 主催のクロスカントリーラリー世界選手権がそれぞれ設けられ、国際的なメジャーカテゴリの一つに発展を遂げた。
2022年からは四輪も世界選手権へと格上げして「世界ラリーレイド選手権」、（W2RC）となり、FIAとFIMが共同で管轄する初の世界選手権となった。

## 競技方式

### 基本
ステージは基本的に

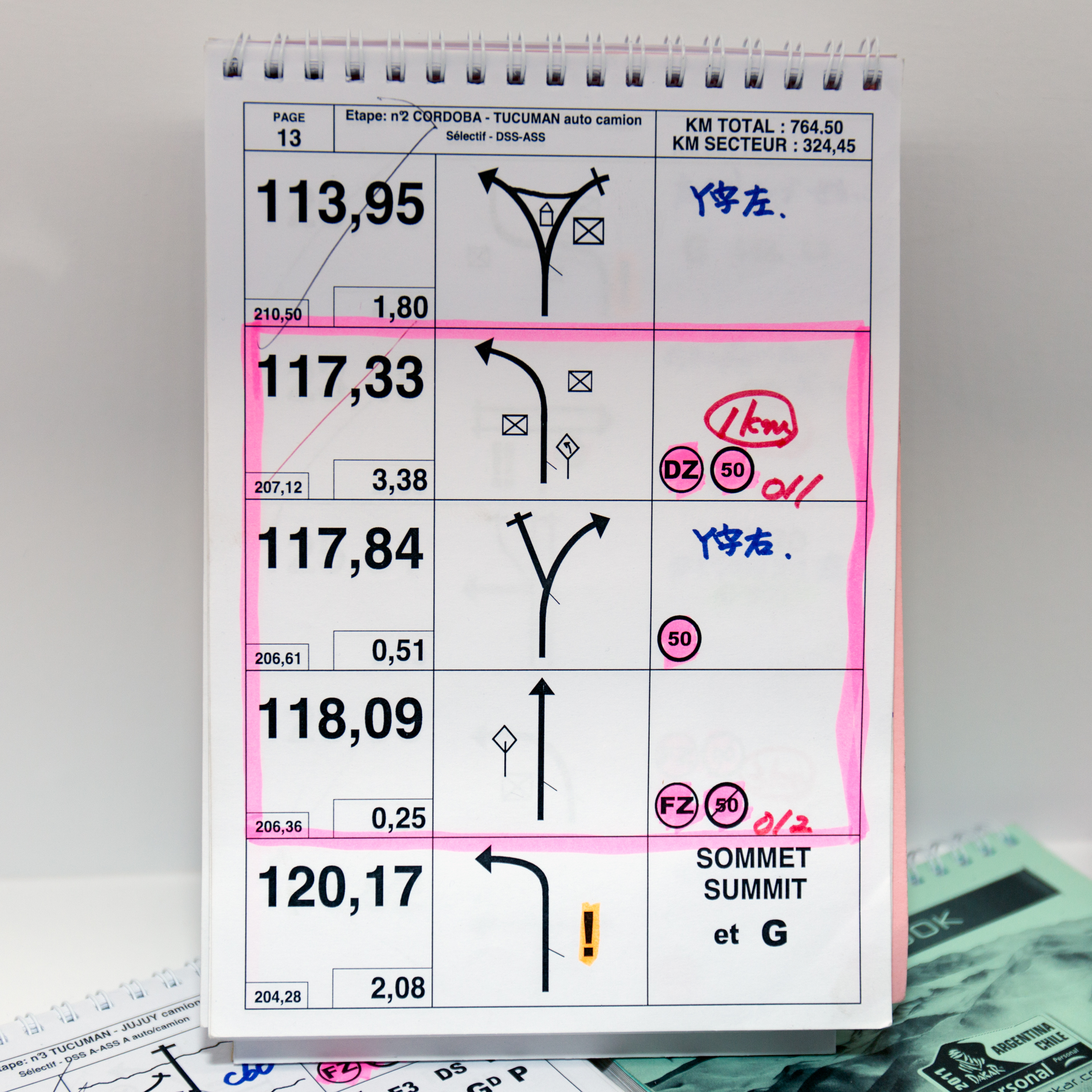
距離・目印・進行方向などが記されているコマ図

一般的なラリー競技と同じくナビゲーター（コ・ドライバー）の読み上げる道順に従って走行するが、ラリーでは前日までに下見をしてペースノートを書き上げる「レッキ」が存在するのに対し、膨大な距離で行われるラリーレイドではレッキは無い。代わりに本番直前に主催者から与えられる、「ロードブック」に記載されている「コマ図」に指定されたルートを走行する。競技者はナビゲーションの技術や機材（トリップメーターや方位磁石、GPSなど）を駆使してルートを判断する。
SS（スペシャルステージもしくはセレクティブセクション）と呼ばれる競技区間ではタイムトライアルを行い、その総走行時間で最終順位を決定する。各SSの間は「リエゾン」と呼ばれる移動区間で結ばれる。この点はラリーと同じである。ただし1日に多数の短距離のSSをこなすラリーとは違い、ラリーレイドは1日に長距離のSSが1つのみが行われる。なおSSとリエゾンを含めた1日の行程は「エタップ」と呼ばれる。
SSは1台ずつ間隔を開けてスタートする。出走順の決め方はゼッケン番号、前日のフィニッシュ順、総合リザルト順などがある。ラリーと違うのはSSやリエゾンの途中には数か所チェックポイント (CP) が設置されている点で、オフィシャルから通過確認印をもらわなければならない。さらにGPSで通過をチェックされるウェイポイント (WP) も設定されている。このCP/WPをナビゲーションで探し当てるのがラリーレイドの肝で、探すのが難しく大勢が迷うステージでは、長期に渡るイベントの勝敗が1日で決着してしまう場合もしばしある。
CP/WP不通過にはタイムペナルティが加算される。またSS開始時刻に間に合わない時や、SS期限時間内にフィニッシュできない時にも、タイムオーバーに対してペナルティが加算される。これらのペナルティの大小も勝敗に影響する。
競技車両がSSを出発した後、アシスタンスチームはリエゾンを通ってゴール地点へ先回りし、サービステントを設営する。メカニックやチームスタッフのほか運営本部、医療班、取材記者、食事サービスなどの関係者が集まる宿営地を「ビバーク」と呼ぶ。ラリー参加者一行はエタップとビバークを繰り返しながら、最終ゴール地点を目指す。
イベントによっては途中「GPS使用禁止ステージ」や「マラソンステージ」（ビバーク中にメカニックによるメンテナンスを受けることが禁止されるステージ）などといった特別ルールが課されることもあり、その場合はさらに難易度が増す。近年のダカール・ラリーは前日ではなく、出走直前にその日のコマ図が渡されるというルール変更でナビゲーションの難易度が上がっており、序盤早々にナビゲーションミスで大勢が決着するようなケースもしばし見られる。
一日のSSで最もタイムの速かった者は「ステージ優勝者」となるが、ステージ優勝者は次のSSで最初に走らされて前方車の轍の無い道を走らされることが多く、結果としてタイムを失うばかりか致命的なナビゲーションミスの原因にも繋がる。ゆえにイベント全体での勝利を狙うのなら、あえてステージ優勝を狙わないのも戦略の一つである。なお世界ラリーレイド選手権は四輪部門はステージの結果も年間ランキングのポイントに加算されるため、総合順位が上の者もプッシュすることを強いられる仕組みになっているが、二輪部門はラリーレイド本来の精神を重視して反映しない、として対応が分かれている。
理不尽な例としては、運営のミスで誤ったロードブックが競技者に渡されてしまったことや、機器の不具合でWPを通過したにも関わらず不通過とみなされ、数時間単位のペナルティが与えられてしまったこともある。
GPSがまだ無くコンパス頼りだった時代は、「砂漠で消火器を落としたが、1時間走っていたら見つけたので、自分たちが道に迷っていることがわかった」というジョークのような出来事もあった。

### 環境

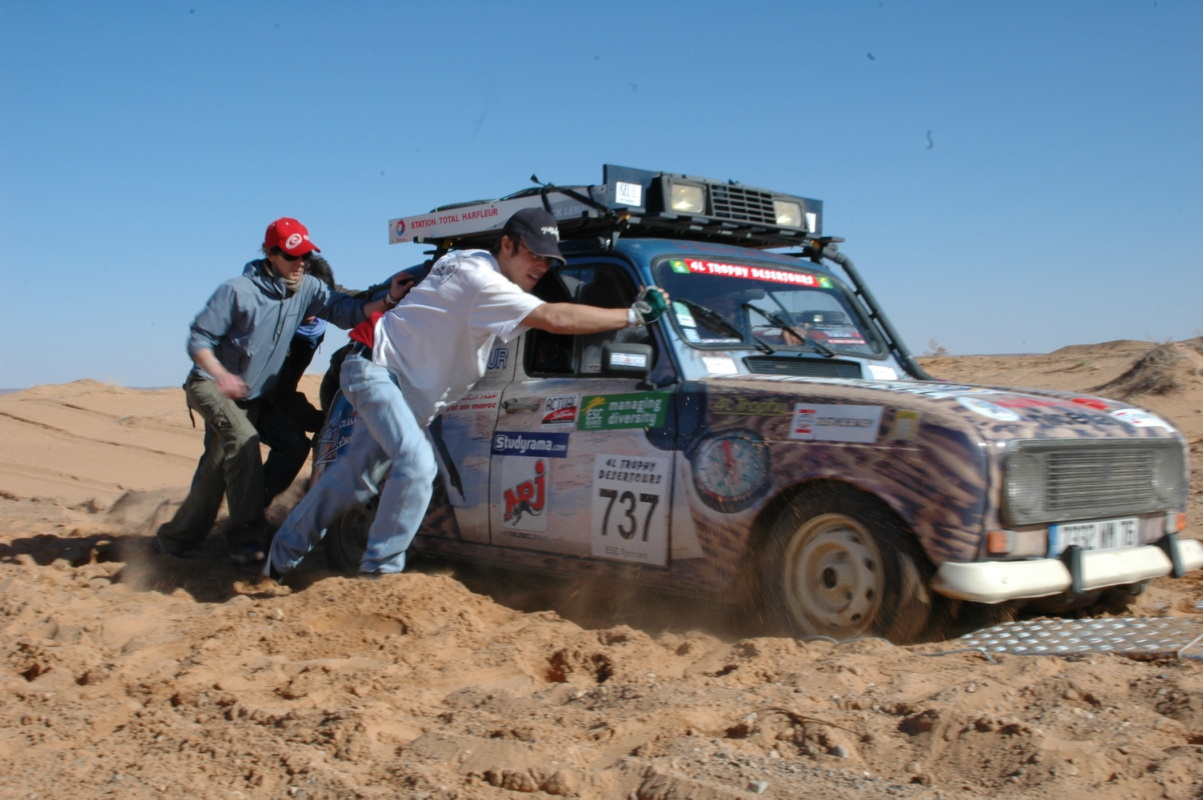
砂漠でのトラブル

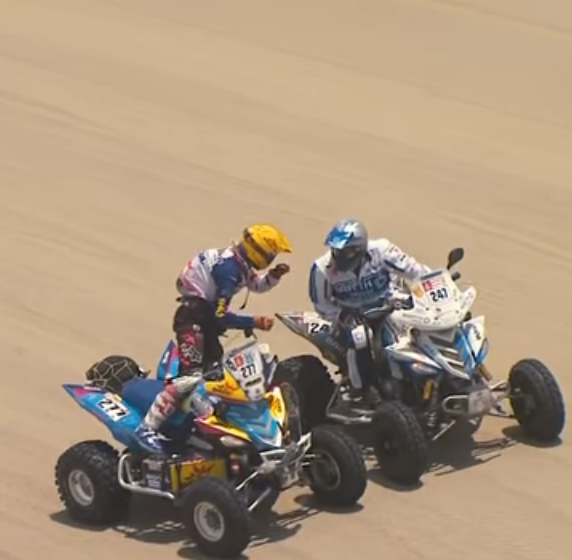
助け合う競技者たち

ラリーレイドの舞台となるのは北アフリカ、中東、中央アジア、南米などに残された、地平線が見えるほど広大な大自然の中である。こうした土地ではルートが道として整備されておらず、コマ図通りに走っているつもりでも正しい進路を見失う危険性が大きい。主催者が事前にコマ図を作成した時点とは、天候次第で目印が変わっている場合すらある。場合によっては、半ばアドリブで走行ルートを選択する必要もある。路面状況や前後の車両の動向などを把握した上で瞬時の判断を求められるケースが多く、ドライバーはもちろんナビゲーターにも多くの経験が重要視される。
道中には砂丘の連なる砂漠、石ころだらけの山道、アクセル全開の平原、浅瀬の河渡りなどの難所があり、「砂地でスタック」「タイヤがパンク」「バランスを失って転倒」「鉄砲水によりマシンが流される」「砂煙で前が全く見えない」「観客や他車両と接触する」といったアクシデントが多発する。近年は減ったが、ラリーレイドの行われる地域は治安が悪い場合もあり、地雷や強盗団の襲撃に見舞われる場合もある。あまりに危険と判断された場合は一部区間やステージそのものがキャンセルされる場合もある。
車両の外だけでなく内部でも「激しい上下運動を何度も繰り返すことや視界不良で車酔いを起こし、吐く」「シートが合わず、背中や腰を痛める」「ジャンプの衝撃で骨折をする」「砂が目に入る」といったトラブルに、一流選手でも見舞われることがある。さらにオートバイ系車両のように空調設備を持たないマシンも多いため、気温の変化にも弱く、熱中症による死亡事故も起きている。
そういった過酷な環境から、競争相手と助け合うという、他のモータースポーツではあまり見られないような状況がラリーレイドでは頻繁に起きる。ナビゲーションで分からない場所があれば協力してCP/WPを捜索したり、スタックやトラブルで動けないライバルを牽引して救助したりする。運営もこうした競争者同士の協力は「ラリーの精神」として基本的に肯定する立場にあり、トラブルに遭った競争相手の救助を行うと、普通に走行していたと仮定した場合の救済タイムを受けることができる場合がある。
サポート用車両（主にトラック）は運営が手配しているものもあるが、総合優勝を争うレベルのチームになると自チームのみのサポート用車両を複数台手配したり、同じクラスの競技者をエース競技者のサポートとしてつけたりする。この場合、競技のトップ争いにある程度追いつけるよう、サポート役にも相応のドライビング・ナビゲーションスキルが求められる。ただしこうしたサポート車両の支援を常に受けられるとは限らないため、自分たちで応急処置をできるだけのメカニックとしての知識は必須である。特に四輪やトラックはパンクが頻発するため、重い大径タイヤを自分たちの手で交換しなければならない。
地域によっては悪意のある客がのさばっており、マシンへに投石、目印をズラす、勝手にジャンプ台や障害物を作られるなどの妨害に遭うこともある。

### 走行距離・時間
ラリーの最高峰である世界ラリー選手権 (WRC) は1イベントあたり3〜4日間に1,000 km程度を走行するが、最長のラリーレイドのひとつであるダカール・ラリーでは10〜20日間ほどかけて10,000 km以上を走行し、SS1本の距離も数百kmに及ぶ。
また1日あたりのリエゾンの距離も百km単位というレベルで、身近な例でいうと新宿から静岡市〜名古屋市あたりの距離（150〜300km）を毎日次のSSのためだけに移動する。原則的にルートが事前発表されないため、WRCのようにコースを事前試走（レッキ）してペースノートを作成した状態で走行することはできない。危険が待ち受ける悪路を長時間レースのスピードで走りきるためには、マシンの耐久性やメンテナンス性が優れているのはもちろん、競技者自身の体力・精神力もタフでなければならない。
FIMの規定では3リッターの水をバックパックに装填し、次の補給地点までに飲みきらなければならないと定められている。トイレは給油地点で野に放って行う、もしくはオムツをしたり、足の先まで伸びる排尿用チューブを装着するなどの対処方法がある。
日没までにビバークにたどり着かないと、夜の砂漠に取り残されるような危険な状態に陥ってしまうこともある。そうした場合に備えて、荷物には一定の飲料水や食料を備える。
規定時間内にビバークに到着できない場合や、競技運営の支障になるほど遅い車両は規則次第でリタイア扱いとなる。

## 車両クラス

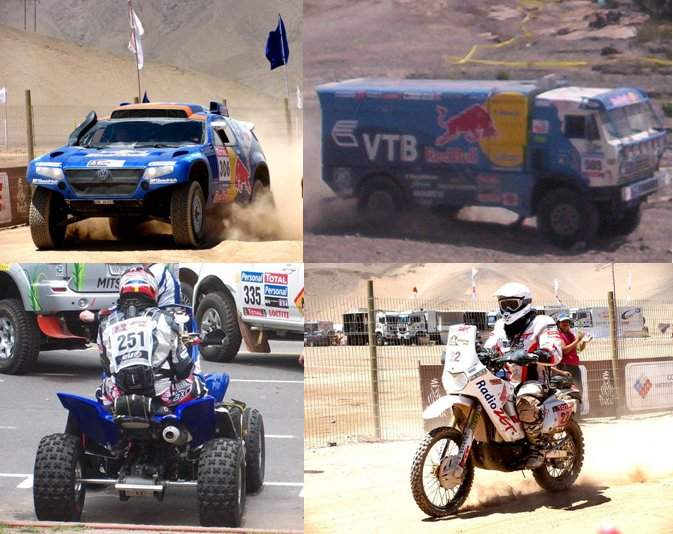
2010年ダカールラリーに存在した車・バイク・トラック・クアッドの4部門。現在は8部門にまで増加している

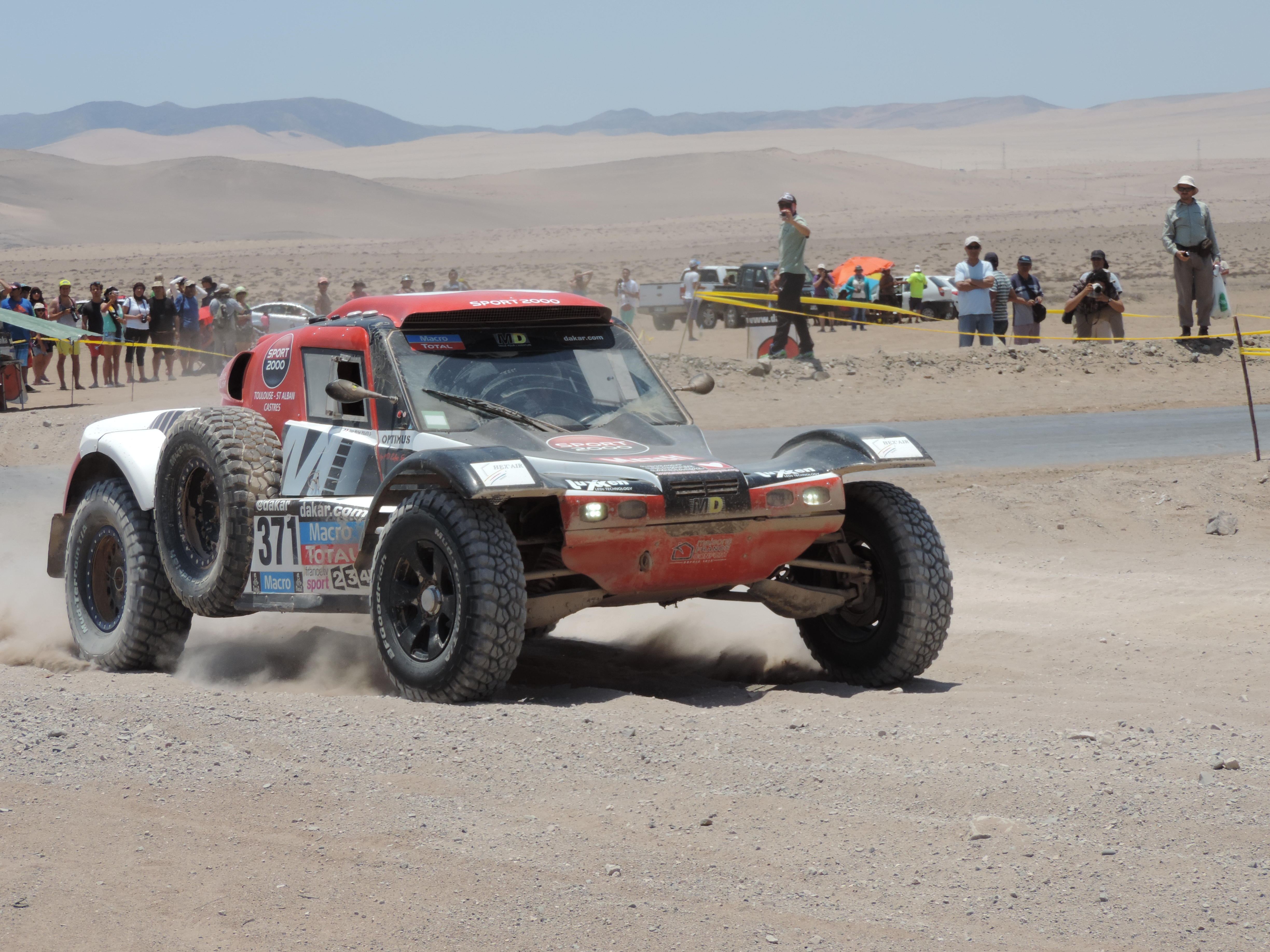
レーシングバギーの例

ラリーレイドが他のモータースポーツと決定的に異なる点は、四輪（自動車・バギーカー）・トラック（貨物自動車）・二輪（オートバイ）という別種の乗り物が混走する点である（本来は管轄する競技団体が異なる）。走行速度に差があるため、追い抜きの際に接触事故が起きることもある。
無給油でアップダウンの激しい数百kmを走破する必要があるため、「燃料タンクの大きさ」「不整地における走行安定性」「過酷な環境にも耐えられる耐久性」「車酔いやアップダウンの衝撃に人体が耐えられる快適性」などが重視される。
なお安全上の理由により最大速度は、車両にもよるが120～170km/hまで（2023年現在）に制限されている。

### 自動車
四輪部門の車両区分はFIAにより以下の4つに分けられる。
グループT1 - 改造クロスカントリーカー (Modified Cross-Country Cars)

グループT2 - 量産クロスカントリーカー (Series Cross-Country Cars)

グループT3 - 進化クロスカントリーカー (Improved Cross-Country Cars)

グループT4 - 改造クロスカントリーSSV（Modified Production Cross-Country Side-by-Side (SSV) Vehicle）

グループT5 - クロスカントリートラック (Cross-Country Truck)

四輪のベース車両は、グループT1の場合はメーカーの販促の事情に合わせて乗用車のデザインを、競技専用に設計された鋼管フレームの上に被せ，バギーカーとして運用する。グループT2の場合は四輪駆動でラダーフレーム構造のオフロード車が使用される。いずれも悪路を高速で走行するため車高は高めに設定した上で、大容量燃料タンクとアンダーガードを取り付け、ストロークの長いサスペンションと超大型タイヤを備えている。ゆえにマシンは非常に巨大かつ重く、大量のスペアタイヤ・スペア部品・燃料・ナビゲーターまで積むと1,500〜2,500kgにもなる。
ベースとなる市販車両を持たないレース専用のデューンバギーもあり、特にプライベーターには好まれる。バギーは一人乗りの場合もある。
オフロードを走る以上は、スタックを喫しないレベルの一定の走破性は必要だが、勝つためには広大な砂漠では高速域での速さも必要となる。そのため座席後方（リア/リアミッドシップ）にエンジンを搭載しトラクションを確保した上で、低コスト・軽量・低駆動ロスなどのメリットがある二輪駆動の方が四輪駆動より好まれるケースもある。
タイヤが4〜8本ついている3,500kg以上の貨物自動車（トラック、カミオン）も存在する。プロトタイプと市販トラックの両方がある。役割としてはSSで競うための競技用、SSを通らずビバーク間のみを移動してスタッフや機材を運ぶアシスタンストラック、形式上は競技用車両としてSSを走るが順位を競わず機材を積んで後方を走り、トラブル対処を行うサポートトラックの3種類がある。ただし中にはサポートトラックでありながら順位を争った例もある。一般にトラックはナビゲーターに加えてメカニックも乗るため、1台につき合わせて3人がエントリーする。

### オートバイ
二輪のベースはオフローダーやデュアルパーパス、アドベンチャーなどと呼ばれるタイプのものになる。同じく公道を走行する耐久レースのエンデューロと一見すると似ているが、ラリー用は風除けのカウルが装着されているのが外観上の大きな違いとなっている。エンジンについてはエンデューロがまだ2ストロークが現役であるのに対し、ラリーは耐久性や高速域での安定性でメリットのある4ストロークのみとなっている。障害物や低速コーナーが多く低速トルクが重要なエンデューロ用は低回転重視、比較的障害物が少なく高速域を多用するラリー用バイクのエンジンは高回転重視で設計される傾向にある。
かつては大排気量で長距離走行の疲労感の少ない、いわゆる「ビッグオフローダー」が多かったが、現在ダカールを含むFIM主催のイベントでは安全上の理由により、気筒数は1本（＝単気筒）で排気量は最大450ccまでに制限されている。そのためビッグオフローダーの競技参加は、FIMのルールを適用しないイベントに限られる。
マシンには非常用の予備の飲料水タンクをマシン内部（スイングアームやフェアリングなど）に組み込んである。四輪のようにコマ図を読みあげてくれる同乗者（ナビゲーター）がいないので、巻紙状のコマ図を収めたマップホルダーをハンドル前方に装備する。
クアッド（全地形対応車、四輪バイク）やサイド・バイ・サイド・ビークル（SSV）のようなオートバイから派生したバギーカーも多く、特に後者は自動車の代替として低コストに参戦できることから近年人気が高い。

## おもなラリーレイド大会

### 世界
- 世界ラリーレイド選手権（W2RC）
- クロスカントリー・バハ・ワールドカップ
- ダカール・シリーズ（英語版）

### ヨーロッパ

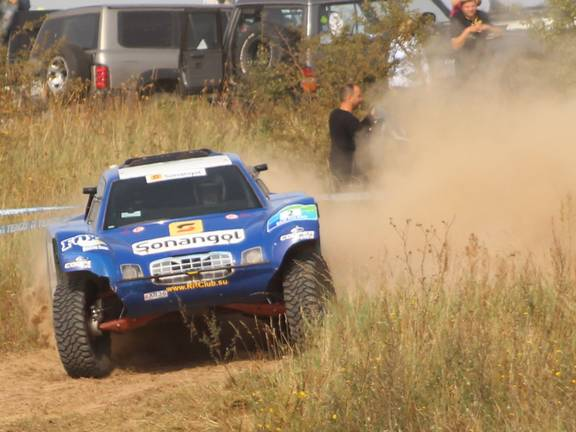
バハ・ポーランド

- FIA欧州クロスカントリー・バハ・カップ
- イタリア・クロスカントリー選手権
- バハ・アラゴン（英語版）
- アンダルシア・ラリー
- バハ・ポーランド
- ハンガリアン・バハ
- バハ・ポルタレグレ
- イタリアン・バハ
- バハ・ロシア
- ノーザン・フォレスト

### アフリカ
- 南アフリカラリーレイド選手権（SARRC、旧名:南アフリカクロスカントリーシリーズ、SACCS）
- ダカール・ラリー（1979〜2008年）
- アフリカ・エコレース
- ラリー・モロッコ
- ファラオラリー（終了）
- プタペスト・バマコ・グレートアフリカンラン（英語版）
- チュニジア・ラリー
- メルズーガ・ラリー

### 北アメリカ大陸
- SCOREインターナショナル（英語版）
- バハ1000
- バハ500（英語版）
- ミント400
- ソノラ・ラリー

### 南アメリカ大陸
- ダカール・ラリー（2009〜2019年）
- 南アメリカ・ラリーレイド選手権
- パラグアイ・クロスカントリーラリー選手権

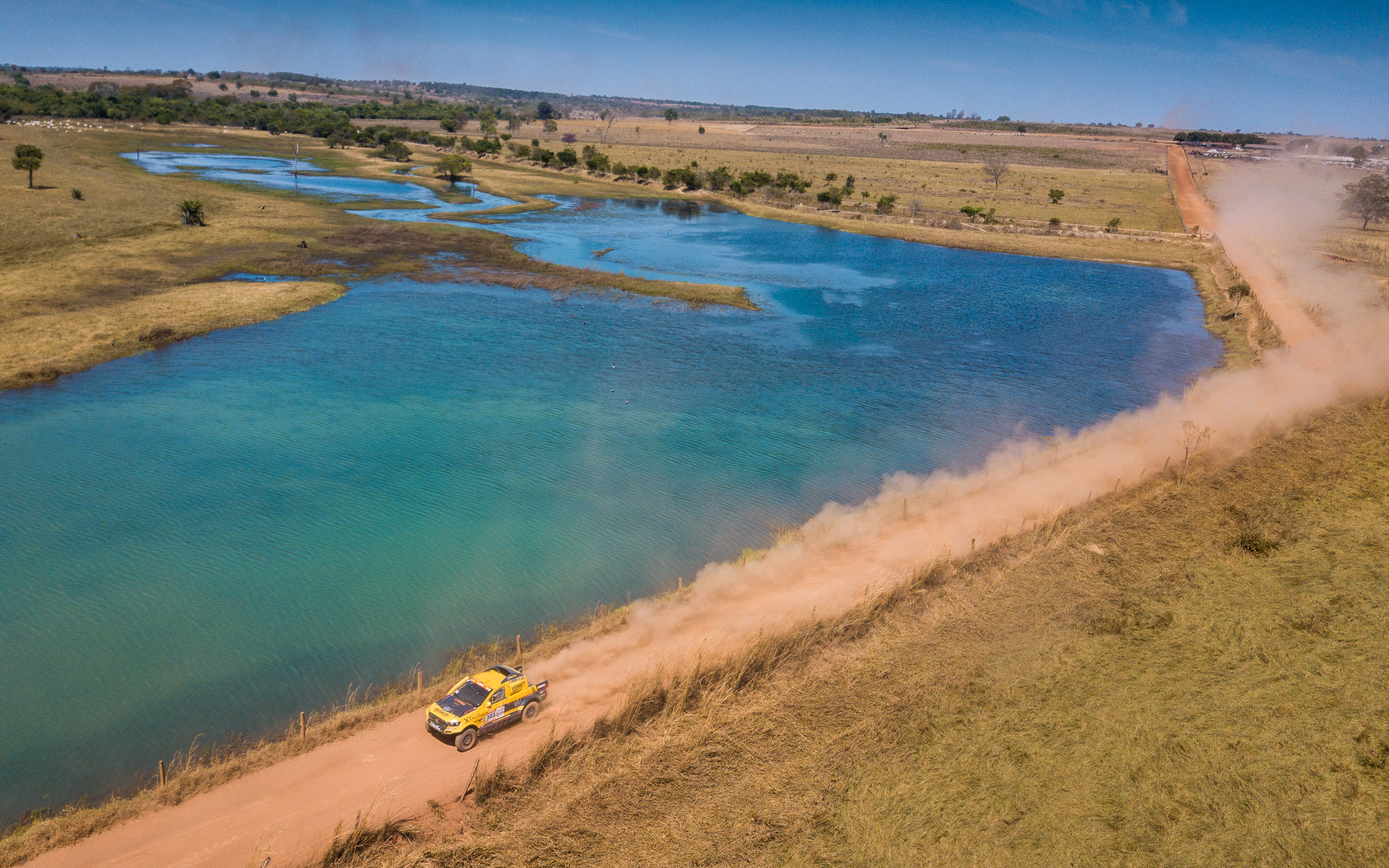
ラリー・ドス・セルトーエス

- ラリー・ドス・セルトーエス（英語版）

### オセアニア
- オーストララジアン・サファリ（英語版）

### アジア
- ダカール・ラリー（2020年〜）
- アジアクロスカントリーラリー
- 北京・パリ・モーターチャレンジ（1907年）（英語版）
- パリ-モスクワ-北京ラリー（1992年）
- ラリー・モンゴリア（旧：ラリーレイド・モンゴル）
- ラリー・カザフスタン
- シルクウェイ・ラリー
- 北京〜ウランバートル・ラリー
- 香港・北京ラリー
- タクマラカン・ラリー
- アブダビ・デザートチャレンジ（英語版）
- ドバイ・インターナショナル・バハ
- カタール・インターナショナル・バハ
- ヨルダン・バハ
- サウジ・バハ
- シャルキア・バハ
- ハイル・バハ
- ラリー・アドベンチャー・ジョージア

#### 日本
- SSER ツールドニッポン・シリーズ
- ツール・ド・ブルーアイランド（TBI）
- ラリーレイド北海道
- ラリー東北
- 四国アドベンチャーラリー
- サウザンラリー九州